# Nea Smyrni
Nea Smyrni este un oraș în Grecia.